# Награда Слободанка Цаца Алексић
Награда „Слободанка Цаца Алексић” је позоришна награда коју на годишњем нивоу додељује Позориште Пуж за најбољу режију представе за децу.

## Добитници
- 2021 — Југ Радивојевић[1][2][3]